# كاوتوكا

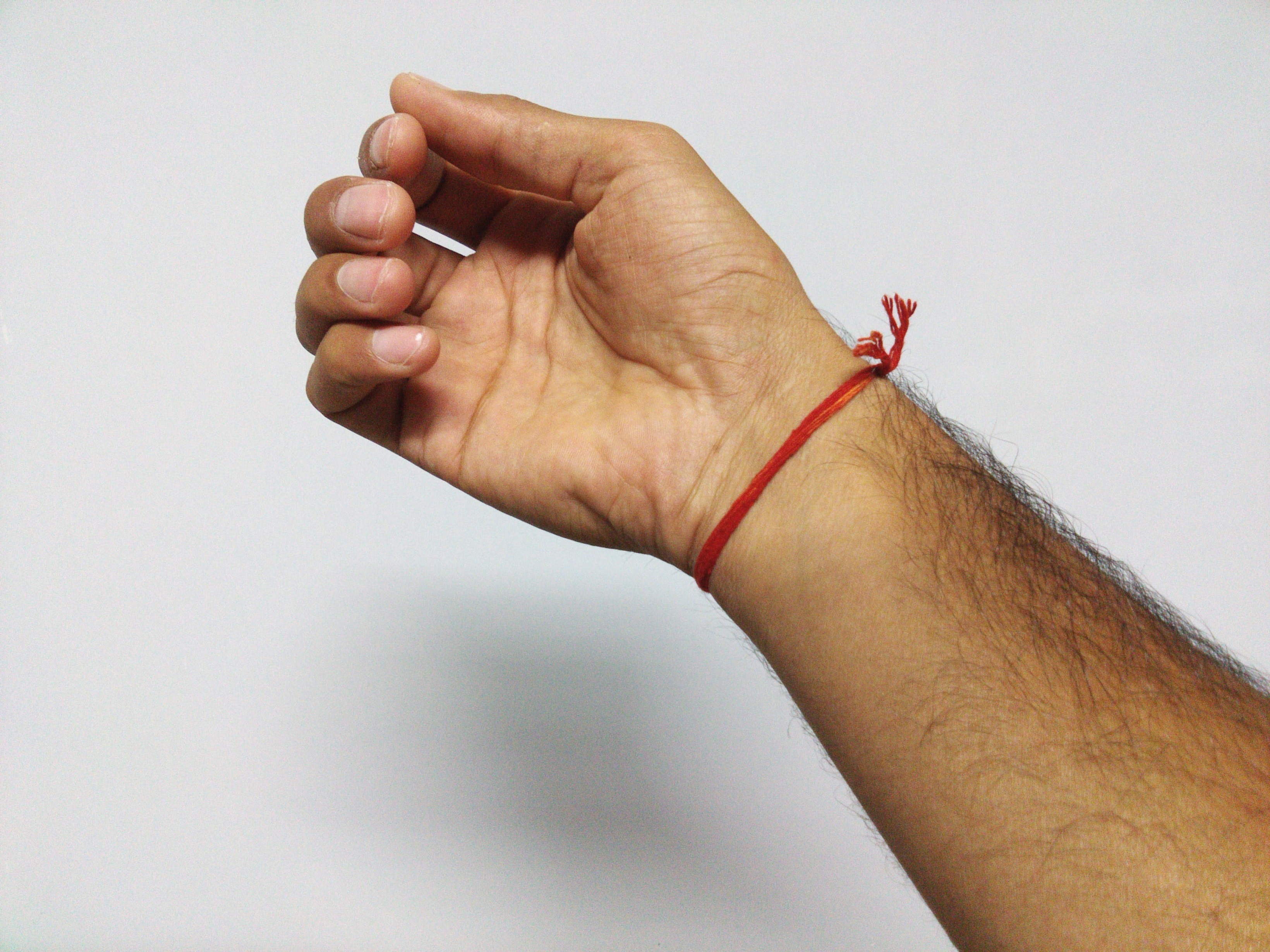
خيط مولي مربوط على الذراع اليمنى.

الكاوتوكا (بالإنجليزية: Kautuka)‏ هو خيط منسوج أو حبل أو شريط شعائري معقود أحياناً مكون من اللونين الأحمر والأصفر يستخدم للحماية وفقا لعالم الهنديات يان غوندا. تستعمل غالبًا في شبه القارة الهندية. ويطلق عليها أحيانا: كالافا، مولي، موي، راكشا-سوتر، براتيسرا (في شمال الهند)، كابوو، كاييرو أو شرندو (في جنوب الهند). ويُعتقد تقليديًا أنها تميمة للحماية من الشرور والحظ السيئ. البراتيسرا والكاوتوكا مذكورة في النص الفيدي اتارفافيد ساهيتا (بالهندية: अथर्ववेद संहिता) في القسم 2.11. تظهر إشارة سابقة إلى الخيط الملون الأحمر والأسود الذي يطرد الشياطين ويعقد الروابط بين العريس والعروس من قبل الأقارب في الترنيمة «10.85.28» من نصوص الريجفدا المقدسة.

## الاستعمال

### الهندوسية

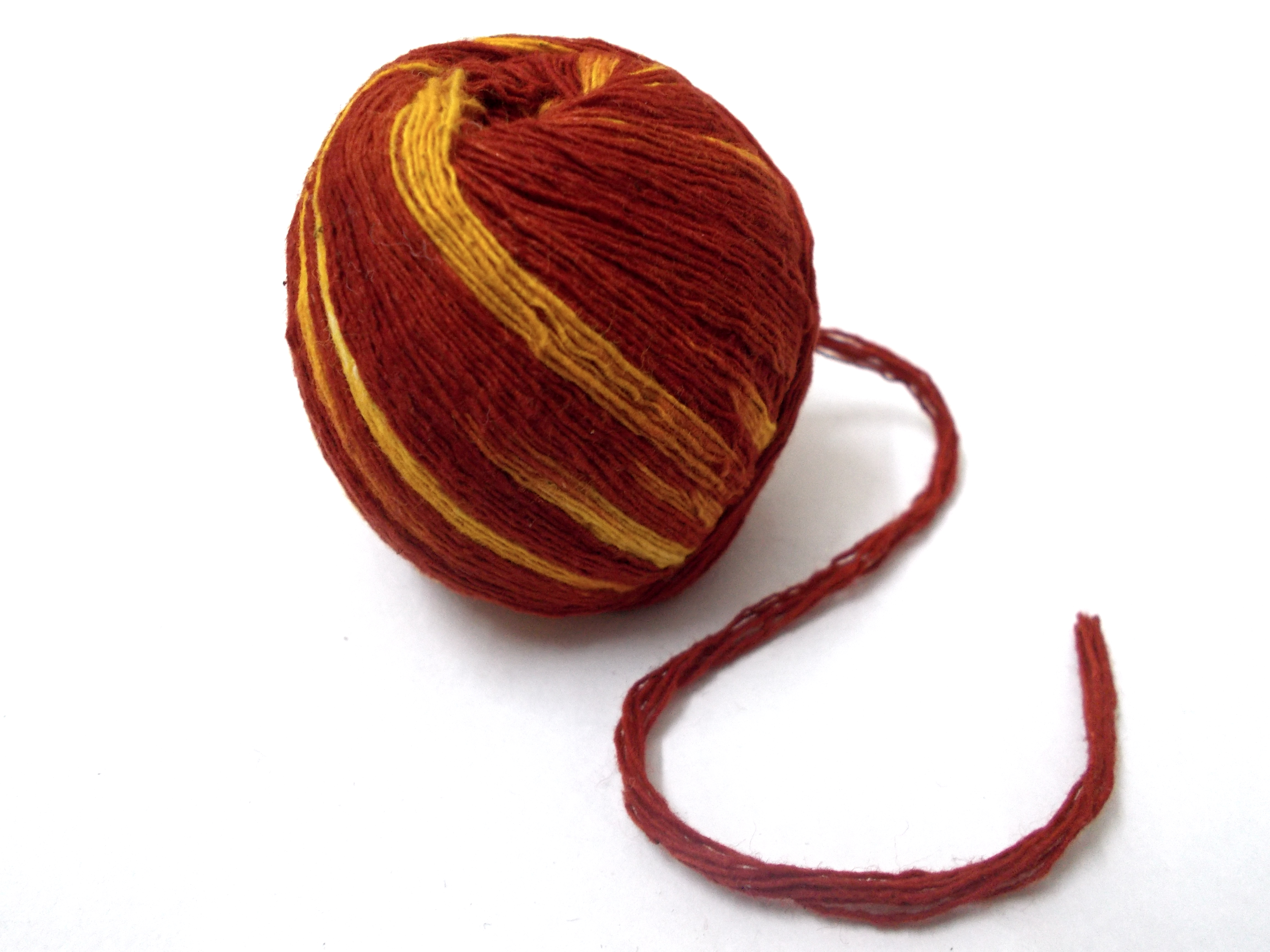
حزمة مولي

تستخدم الكاوتوكا أو البراتيسرا في الطقوس الهندوسية، ويربطها الكاهن أو أقدم أفراد الأسرة على معصم الأتباع، أو أحد أفراد أسرته أو حول أشياء مثل الكلاشا أو لوتا (الإناء) في طقوس العبور أو طقوس الياجنا. وهو نفسه الخيط المنسوج في «البوجا تالي». عادة ما يكون ملونًا بتدرجات الأحمر، وأحيانًا البرتقالي، والزعفران، والأصفر أو مزيج من هذه الألوان. وقد يكون أيضًا أبيضًا أو مجدولًا أو مجرد سيقان عشب من الأنواع الموجودة في الثقافات الأخرى والتي يعتقد أنها تميمة تكمن فيها قوة زجريَّة. عادة ما تربط حول المعصم أو تُلبس مثل العقد، ولكن في بعض الأحيان يمكن ارتداؤها مع عصابة الرأس أو العمامة. تربط خيوط مماثلة بعناصر مختلفة وعلى عنق الأواني خلال الحفل الهندوسي بوجا. تذكر النصوص المكتوبة على جدرام معبد شيفا مصطلح كاوتوكا لهذا الخيط المبارك، بينما تشير إليه نصوص فاشينافا باسم البراتيسرا.
يلبس الخيط الشعائري تقليديًا على الرسغ الأيمن أو الذراع من قبل الرجال وعلى اليسار من قبل النساء. يلعب هذا الخيط أيضًا دورًا في بعض الاحتفالات العائلية والزوجية. على سبيل المثال: في راكشا باندان تقدم الأخت لأخيها خيطًا أحمرًا أو ذهبيًا أو لونًا مشابهًا. هذا الخيط، كما يقول أستاذ الأنثروبولوجيا جاك غودي: «يعتبر حماية من سوء الحظ والمصائب للأخ ورمز للاعتماد المتبادل بين الأخت والأخ، وعلامة على الاحترام المتبادل». يشار إلى هذا الخيط باسم كاوتوكا في مراسم الزواج الهندوسي في النصوص السنسكريتية القديمة. وهو يربط على العروس والعريس وعلى الأدوات المنزلية مثل حجر الطحن والأواني الفخارية ورموز الخصوبة. يقوم الكاهن في جنوب الهند بربط الكاتوكا على معصم العريس، بينما يربط العريس الخيط الملون على معصم العروس كجزء من طقوس الزفاف.

### الفيشنوية

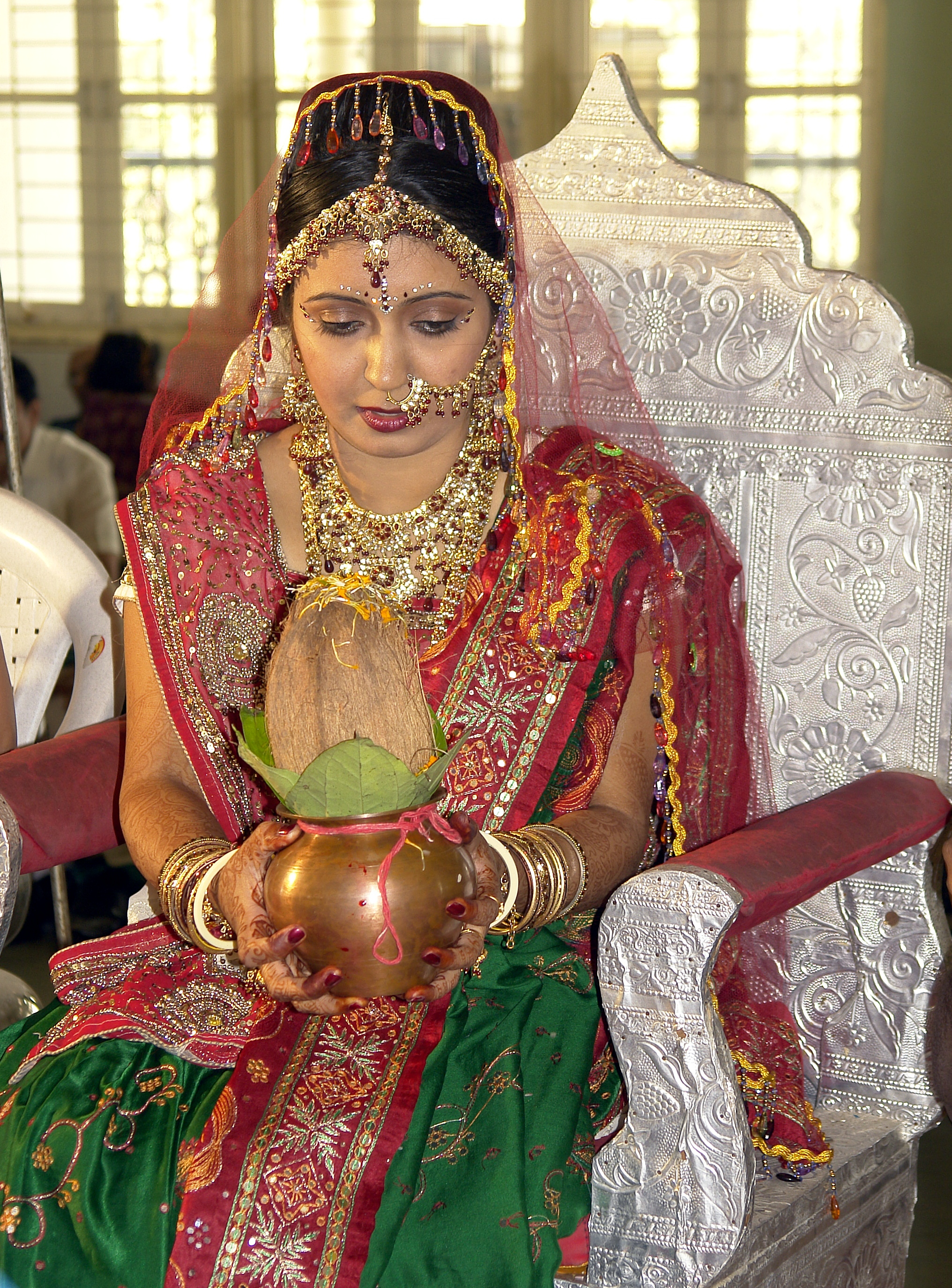
عروس هندوسية تحمل الكلاشا. يظهر الكاوتوكا الأحمر على عنق الإناء.

في التقاليد الفيشنوية الهندوسية في ولاية ماهاراشترا، يرمز الخيط ذو اللون الأحمر إلى فيشنو للرجال، وإلى لاكشمي للنساء وفقاً لعالم الهنديات غودرون بونمان. لا يحتوي الخيط عادةً على أي عقد أو قد يعقد أربع عشرة عقدة ويُربط حول معصم التابع أو يُتكلل به كقلادة. لا يحتوي خيط الزوجة على أي عقد. أما بالنسبة للزوج، فيعقد الخيط عقدة واحدة.
تستعمل تقاليد شيفيسم الهندوسية الكاوتوكا للبركة في شعيرة بوجا وفي طقوس التكريس. على سبيل المثال: توصي نصوص الشيلبا السنسكريتية بربط الطوب الأول ورمز شيفا لينجا بخيوط حمراء أو ذهبية أو بلون الزعفران أو خيوط ملونة مماثلة خلال بناء المعابد وخلال طقوس الصلاة.
يعد الراكشا-سوتر أيضًا جزءً من الاحتفالات والمواكب الاحتفالية، حيث يربط الخيط بمعصم رموز المهرجان والمشاركين من البشر للحماية. الراكشا-سوتر مذكورة في الآيات 27.206-207 من أجيتاغام، كما يقول عالم الهنود ريتشارد ديفيس. تذكر بعض النصوص الهندوسية هذه الخيوط كجزء من طقوس راكشا باندهان في موكب المعبد والمهرجانات الاحتفالية، موصية بخيوط الذهب أو الفضة أو القطن المنسوجة، وهناك نصوص أخرى تحدد عدد الخيوط في الكاوتوكا.
تسمى الخيوط الحامية مع التمائم في الجاينية راكشا-بوتلي وعادة ما تكون حمراء وتلبس على الرسغ. وقد تأتي أحيانًا مع قماش أحمر ملفوف يباركه الراهب باستخدام المانترا، وفقًا لعالم الأنثروبولوجيا ماري ويتني كيلتينج. إذا لبست على الرقبة فإنها تنسب إلى إله الجاينية الذي يعتقد أن مباركته مرتبطة بالعقدة وفقا للتقاليد الجاينية. إن الأهمية الشعائرية لخيط الحماية بين الإخوة والأخوات وكذلك خلال حفلات الزفاف الجاينية مماثلة لتلك الموجودة في الهندوسية.